# Lavignéville
Lavignéville is een plaats en voormalige gemeente in het kanton Étain in het Franse departement Meuse in de regio Grand Est.

## Geschiedenis
Op 1 januari 1973 ging Lavignéville samen met Deuxnouds-aux-Bois en Spada op in de de gemeente Lamorville. De voormalige gemeentes kregen de status van commune associée.
Deuxnouds-aux-Bois · Lamorville · Lavignéville · Spada